# L. C. Bates
Lucious Christopher Bates (* April 1904 in Liberty; † 22. August 1980 in Little Rock) war ein US-amerikanischer Journalist und Bürgerrechtler. Er war der Mann von Daisy Gatson Bates.

## Leben
Bates war der Sohn des Predigers Morris Bates und dessen Frau Laura Bates. Die Familie zog in seiner Kindheit viel umher; erst nach Moorhead, später nach Indianola. Dort schloss Bates seine Schulbildung ab und arbeitete als „printer’s devil“ bei einem Drucker. Nach einem abgebrochenen Journalistikstudium am Alcorn Agricultural and Mechanical College und am Wilberforce College arbeitete er für verschiedene Zeitungen, bis er in den Zeiten der Großen Depression seinen Arbeitsplatz verlor. Bates wurde Versicherungsvertreter im Deep South und heiratete Kassandra Crawford.
Bates gründete 1941 mit Daisy Gatson in Little Rock die Zeitung Arkansas State Press. Ein Jahr später heiratete er sie – wann er sich von seiner ersten Frau geschieden hatte, ist unklar. Die Arkansas State Press wurde bald zu einem Sprachrohr der unterdrückten afroamerikanischen Minderheit in Arkansas. Das Bates-Ehepaar machte in ihrer Zeitung Fälle von Polizeigewalt gegenüber Schwarzen publik und veröffentlichte Leitartikel gegen den im Deep South weit verbreiteten Rassismus, der sich in Institutionen wie den White Primaries äußerte. Durch ihre Reichweite konnten sie die Politik unter Druck setzen und erste Reformen wie die Aufnahme Schwarzer in die Polizei durchsetzen. Sie setzten sich jedoch nicht nur durch ihre journalistische Arbeit für die Bürgerrechtsbewegung ein, sondern auch als Aktivisten in der National Association for the Advancement of Colored People (NAACP). Das Ehepaar, das zum radikaleren Flügel der Organisation zugeordnet wurde, nahm bald eine Führungsrolle ein. 1952 wurde Daisy zur Vorsitzenden des Zweigs der NAACP in Arkansas gewählt. L. C. Bates stand an der Seite seiner Frau, als sie die Bürgerrechtsbewegung in Arkansas 1957 durch die Little-Rock-Krise führte und so zu einer der bekanntesten Bürgerrechtlerinnen im ganzen Land wurde. 1959 mussten sie ihre Zeitung wegen eines Boykotts durch weiße Unternehmen schließen. Bates setzte seine Arbeit für die NAACP fort, bis er 1971 in den Ruhestand ging.
Bates verstarb 1980 nach einem Herzinfarkt.